# Combe Freteuille
La Combe Freteuille ou parfois Combe de Freteuille est un lieu-dit situé sur la commune de Frotey-lès-Vesoul, dans le département de la Haute-Saône. Ce lieu est connu pour avoir été pendant la Seconde Guerre mondiale le théâtre de l'exécution de 39 résistants, entre 1941 et 1944. De fait, on parle généralement des fusillés de la Combe Freteuille lorsqu'on évoque ce lieu.

## Localisation
La Combe Freteuille se trouve sur le plateau du Sabot de Frotey, à proximité de l'aérodrome de Vesoul - Frotey et d'un terrain de motocross et de la réserve naturelle nationale du Sabot de Frotey.

## Histoire
Ce site avait été avant 1940 utilisé par le 11e régiment de chasseurs à cheval de Vesoul comme champ de tir.
Une stèle commémorative a été érigée en hommage aux résistants fusillés. Les 39 noms des fusillés apparaissent sur la stèle, ils sont listés dans l'ordre chronologique de leurs morts. Chaque année, la commune leur rend hommage le 8 mai.

## Liste des fusillés
L'ensemble des fusillés ont été condamnés par le tribunal allemand de la Felkommandantur de Vesoul.
| Prénom(s) et nom(s) | Jour de l'execution |
| --- | ------------------- |
| Arthur Létang, Jules Mongin | 4 avril 1941        |
| Émile Barthélémy, Gilbert Duhaut, Henri Duhaut, Marcel Fournier, François Henry, Henri Henry, Roger Letisserand, Bernard Maitre                                              | 16 février 1944     |
| Victor Gimeno, Georges Lippus | 4 mars 1944         |
| Adrien Ménard, Gilbert Magnin | 13 mars 1944        |
| Jean Bogé | 25 mars 1944        |
| Albert Laurentz, René Longet, Antoine Mlakar, Lucien Simon | 3 avril 1944        |
| Jean-Marie Monasson | 4 avril 1944        |
| Louis Boulanger, Maurice Boulanger, Georges Bozzolo, Bernard Froelinger, Gilbert Galland, Émile Galauziaux, Fernand Galmiche, Émile Hauviller, Joseph Richebourg, Jean Savet | 6 avril 1944        |
| André Levavasseur, André Masson, André Taxion | 12 avril 1944       |
| Prosper Bredmestre, Jean Bredmestre, Maurice Charpy | 29 avril 1944       |
| Charles Rech | 2 mai 1944          |
| André Lasource | 2 juin 1944         |
| Pierre Billecard | 4 juin 1944         |